# Yaxley, Mexiko
Yaxley är en ort i Mexiko.   Den ligger i kommunen Felipe Carrillo Puerto och delstaten Quintana Roo, i den östra delen av landet, 1 100 km öster om huvudstaden Mexico City. Yaxley ligger 26 meter över havet och antalet invånare är 600.
Terrängen runt Yaxley är mycket platt. Runt Yaxley är det mycket glesbefolkat, med 4 invånare per kvadratkilometer. Yaxley är det största samhället i trakten. I omgivningarna runt Yaxley växer i huvudsak städsegrön lövskog.